# Zeugophilomedes oblongus
Zeugophilomedes oblongus är en kräftdjursart som först beskrevs av Juday 1907.  Zeugophilomedes oblongus ingår i släktet Zeugophilomedes och familjen Philomedidae. Inga underarter finns listade i Catalogue of Life.